# Lenguas nakh
Las lenguas caucásicas nororientales centrales (también llamadas lenguas nakh, naj o bats-checheno-ingusetio) es una familia de lenguas habladas en su mayoría en Rusia (Chechenia e Ingusetia) y en algunos pueblos de Georgia. La lengua se incluye a menudo dentro de las lenguas caucásicas del noreste.
Incluye las siguientes lenguas:
- Checheno, con aproximadamente 950.000 hablantes. La diáspora chechena está distribuida a lo largo y ancho de los países musulmanes de Oriente Medio y Asia Central.
- Ingusetio, con aproximadamente 230.000 hablantes.
- Batsi (Bats language), con aproximadamente 2500 hablantes, principalmente en Zemo-Alvani, Kajetia (Georgia). No es mutuamente inteligible con el checheno o el ingusetio.

## Comparación léxica
Los numerales en diferentes lenguas nakh son:
| GLOSA | Bats   | Checheno-Ingusetio | Checheno-Ingusetio | PROTO- NAKH |
| GLOSA | Bats   | Checheno           | Ingusetio          | PROTO- NAKH |
| ----- | ------ | ------------------ | ------------------ | ----------- |
| '1'   | ʦħɑ    | ʦħɑ̰ʔ               | ʦħɑ                | *ʦħɑ        |
| '2'   | ʃi     | ʃiʔ                | ʃiɦ                | *ʃi         |
| '3'   | qo     | qɔʔ                | qoɦ                | *qoʔ        |
| '4'   | d-ʕivɦ | diʔ                | diɦ                | *dɦiwʔ      |
| '5'   | pχi    | pχiʔ               | pχiɦ               | *pχi        |
| '6'   | jɛtχ   | jalχ               | jalχ               | *jalχ       |
| '7'   | vorɬ   | ʋɔr̥                | vorh               | *vorɬ       |
| '8'   | bɑrɬ   | bɑr̥                | bɑrh               | *bɑrɬ       |
| '9'   | isː    | ʔisː               | isː                | *ʔisː       |
| '10'  | itːʼ   | ʔitː               | itː                | *ʔiṭː       |